# Vejer de la Frontera
Vejer de la Frontera est une commune de la province espagnole de Cadix, en Andalousie.
Le village est situé à l'intérieur des terres, à proximité du parc naturel de Los Alcornocales. Néanmoins, le territoire communal s'étend sur une vaste superficie, ce qui offre à la ville une ouverture sur l'Océan Atlantique, et, partant, plusieurs kilomètres de plages qui font de Vejer une destination balnéaire reconnue.
Vejer est également un village de charme, constitué de maisons blanches resserrées les unes contre les autres sur une colline dominée par l'église paroissiale du Divino Salvador et les vestiges d'une forteresse médiévale. Vejer de la Frontera appartient à l'association Les Plus Beaux Villages d'Espagne.

## Géographie

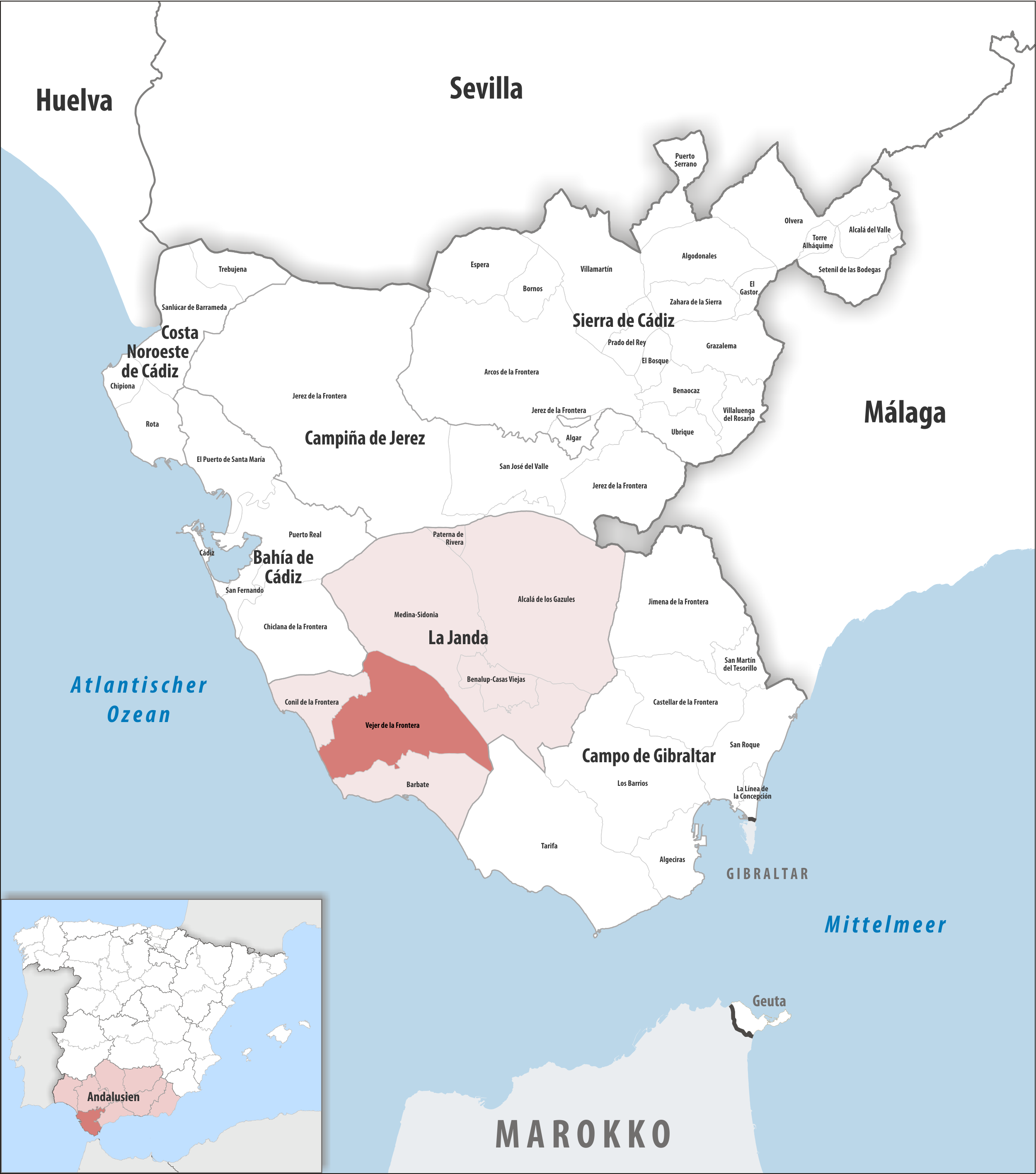
Vejer de la Frontera dans la province de Cadix / en Andalousie

### Situation
La commune de Vejer de la Frontera est dans la moitié sud-ouest de la comarque de La Janda, sur le littoral sud-ouest de la province de Cadix en Andalousie. C'est une municipalité côtière avec environ 5 km de côtes sur l'Atlantique ; mais son territoire s'avance vers l'intérieur des terres jusqu'à environ 2 km de la limite sud-ouest du parc naturel Los Alcornocales (es).
Le village est à seulement une dizaine de kilomètres de l'océan Atlantique.
Barbate, ville côtière, est à 12 km au sud ;
Cadix à 55 km nord-ouest ;
Jerez de la Frontera à 74 km nord-ouest ;
Séville à 159 km nord ;
Malaga à 200 km est ;
Algésiras à 72 km sud-est ;
Gibraltar à 89 km est-sud-est.

### Accès
Vejer de la Frontera est desservie par la route N-340 reliant Cadix à Algésiras.
Les aéroports les plus proches sont l'aéroport de Jerez de la Frontera, l’aéroport de Gibraltar, l'aéroport de Séville et l'aéroport de Malaga. Il y a aussi l'héliport de Ceuta.

### Généralités
Le village se dresse sur un petit promontoire rocheux auquel s'accrochent les habitations de la ville historique. Ce monticule trône au cœur d'une zone de plaines légèrement ondulées, typiques de la comarque de La Janda. L'exploitation agricole en constitue une des principales activités, notamment les cultures céréalières et l'élevage de toros de lidia.[réf. nécessaire]
Les plages encore préservées de la commune s'étendent sur plusieurs kilomètres, son littoral se caractérisant par la présence de lagunes.

## Démographie
La population de Vejer de la Frontera a connu de profondes transformations au cours du siècle dernier. Si la courbe démographique témoigne d'un accroissement soutenu de la population jusqu'en 1930, l'année 1940 illustre une chute brutale après la Guerre civile. Depuis lors, la commune a lentement retrouvé une évolution positive de sa population, sans toutefois dépasser les niveaux atteints en 1910.
| Évolution démographique de Vejer de la Frontera de 1900 à 2007 | Évolution démographique de Vejer de la Frontera de 1900 à 2007 | Évolution démographique de Vejer de la Frontera de 1900 à 2007 | Évolution démographique de Vejer de la Frontera de 1900 à 2007 | Évolution démographique de Vejer de la Frontera de 1900 à 2007 | Évolution démographique de Vejer de la Frontera de 1900 à 2007 |
| 1900                                                           | 1910                                                           | 1920                                                           | 1930                                                           | 1940                                                           | 1950                                                           |
| -------------------------------------------------------------- | -------------------------------------------------------------- | -------------------------------------------------------------- | -------------------------------------------------------------- | -------------------------------------------------------------- | -------------------------------------------------------------- |
| 11 298                                                         | 13 388                                                         | 14 995                                                         | 18 298                                                         | 10 110                                                         | 12 569                                                         |
| 1960                                                           | 1970                                                           | 1981                                                           | 1991                                                           | 2001                                                           | 2007                                                           |
| 13 553                                                         | 11 944                                                         | 12 030                                                         | 12 773                                                         | 12 729                                                         | 12 828                                                         |
| Source : Instituto Nacional de Estadísticas.                   |                                                                |                                                                |                                                                |                                                                |                                                                |

## Histoire

### Préhistoire et Antiquité
La présence humaine dans la région de la Janda est attestée dès le Paléolithique moyen, grâce aux découvertes archéologiques réalisées dans les environs. Les groupes humains qui peuplaient la zone étaient vraisemblablement constitués en communautés de chasseurs et de cueilleurs. Dès cette époque, le peuplement s'est poursuivi de manière ininterrompue. À la fin de l'âge du bronze, Vejer est déjà, semble-t-il, une place fortifiée, comme l'attestent les vestiges retrouvées à proximité de la muraille médiévale.
Entre la fin de l'âge du bronze et les débuts de la colonisation romaine, les archéologues disposent de trop peu de sources pour établir une photographie précise des installations humaines de la région. Il en est autrement de la période romaine, pour laquelle les historiens disposent de nombreuses informations, à l'instar des vestiges retrouvés dans la ville et ses alentours immédiats. L'agriculture et la poterie, liée à l'industrie de la salaison, semblent avoir été les principales activités économiques de cette région fertile qui traverse alors une période de paix durable. Les écrits de Pline l'Ancien permettent d'identifier Vejer avec l'oppidum de Besaro, placé sous la juridiction de Cadix.

### Moyen Âge

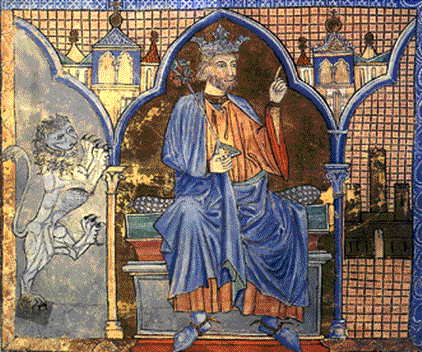
Ferdinand III de Castille, le premier à avoir reconquis Vejer.

La conquête musulmane de l'Hispanie en 711 signe l'avènement d'une période de splendeur pour Vejer, qui demeure durant plus de cinq siècles sous le pouvoir des Musulmans. La période d'Al Andalus a profondément marqué la cité qui conserve de ce passé quelques restes de fortifications, ainsi que son urbanisme.
La reconquête de la ville par les troupes castillanes a lieu au XIIIe siècle, en deux épisodes. En 1250, Ferdinand III de Castille conquiert une première fois Vejer, à la suite de son succès retentissant à Séville deux ans plus tôt. On ignore les conditions exactes de la reddition de la ville : pacte ou bataille. Toujours est-il qu'à la suite de la révolte mudéjare de 1264, la cité se détache de la Castille en juin, pour être définitivement reprise en août 1264 par Alphonse X de Castille, qui décide d'expulser les musulmans de la région. Les années suivantes sont marquées par les incursions continues des Mérinides, qui ne cessent de pénétrer dans le sud andalou, encore mal dominé par les Castillans. La situation prend fin en 1285 avec la signature d'un pacte entre Abu Yusuf et Sanche IV de Castille. Ce dernier confie dès lors la juridiction de Vejer et de ses alentours à l'Ordre de Santiago, chargé d'asseoir la présence et l'autorité de la Couronne de Castille. Toutefois, l'ordre militaire n'a jamais pris possession de Vejer. En 1307, Ferdinand IV de Castille transfère la juridiction de la ville à Alfonso Pérez de Guzmán, pour services rendus à la couronne. La juridiction des Guzmán n'inclut pas la propriété de la ville, mais leur garantit des revenus solides.
Le principal inconvénient de la ville durant les XIVe et XVe siècles est sa situation frontalière avec le royaume nasride de Grenade. Cette caractéristique géopolitique entraîne des heurts permanents dans la région entre les armées castillanes et grenadines, et fragilise la stabilisation de la population nouvellement installée après la reconquête. Pour cette raison, la couronne castillane octroie un certain nombre de privilèges aux habitants, notamment la mise sous régime de biens communaux des richesses naturelles de la ville et de son territoire, privilèges que les seigneurs de Guzmán se voient dans l'obligation de respecter.

### Époque moderne

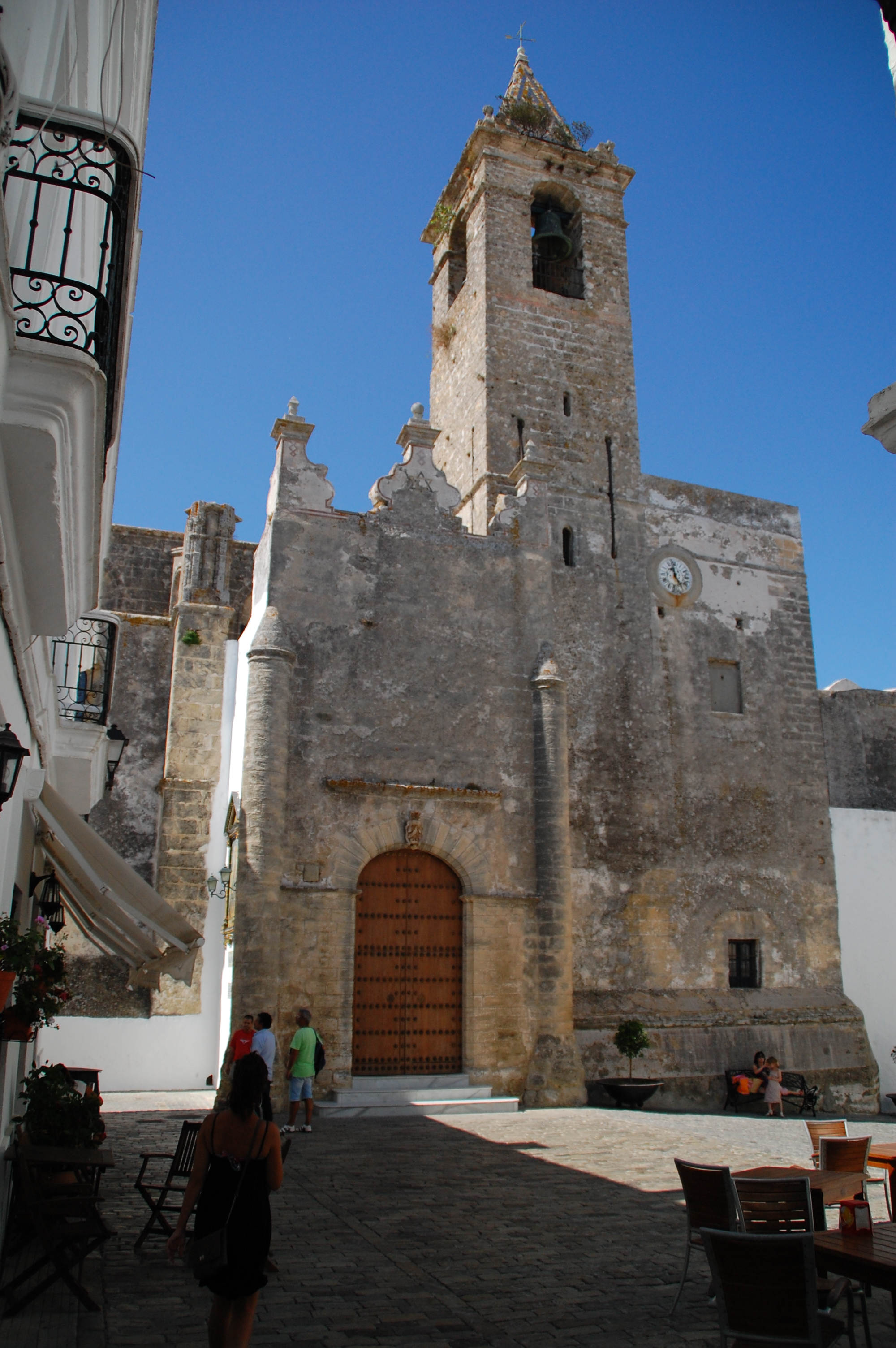
Église du Divino Salvador.

La fin de la Reconquête est parallèle à l'accroissement du pouvoir des Guzmán qui tentent de passer outre aux privilèges accordés à Vejer, en se considérant maîtres de la ville : non-respect du régime communal des terres, entre autres choses. Les procès sont légion contre les ducs, entre 1535 et 1632.
Au XVIIIe siècle, l'occupation anglaise de Gibraltar, et sa confirmation postérieure par le Traité d'Utrecht, agite à nouveau la région. Néanmoins, le transfert de la Casa de Contratación depuis Séville vers Cadix en 1717 donne une nouvelle impulsion à l'économie locale. Par ailleurs, la ville est cadastrée à cette époque et voit se fonder une Sociedad de Amigos del País.

### Période contemporaine
Le XIXe siècle est le théâtre de violences dans la région, marquée par l'invasion napoléonienne et la proche bataille de Trafalgar. Les lois de confiscation des bien improductifs de l'Église renforcent le système latifundiste, quoique la survivance de certains particularismes fonciers locaux favorise le maintien d'une classe moyenne paysanne. Quoi qu'il en soit, tout le XIXe siècle est empreint d'un climat d'instabilité politique et économique pesant sur le développement de la cité, climat qui se prolonge jusqu'aux années 1930. L'apaisement et l'espérance nés de l'avènement de la Seconde République sont vite balayés par la lenteur des réformes et les rares résultats. La Guerre civile laisse de profondes séquelles dans une ville divisée entre couches populaires et castes dominantes.
La période franquiste est le signe d'une soumission de Vejer aux autorités nationales, qui nomment les maires de la ville via la Diputación de Cadix. Si les pouvoirs publics entreprennent des travaux de modernisation, la misère est partout présente. Depuis la mort de Francisco Franco et la Transition démocratique qui s'est ensuivie, la ville connaît une période de développement soutenu, grâce à l'agriculture et au tourisme.

## Culture

Vue panoramique
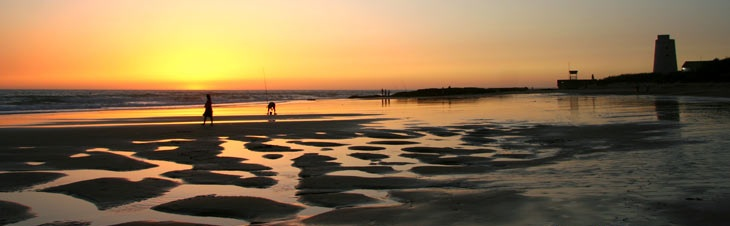
Plage du Palmar

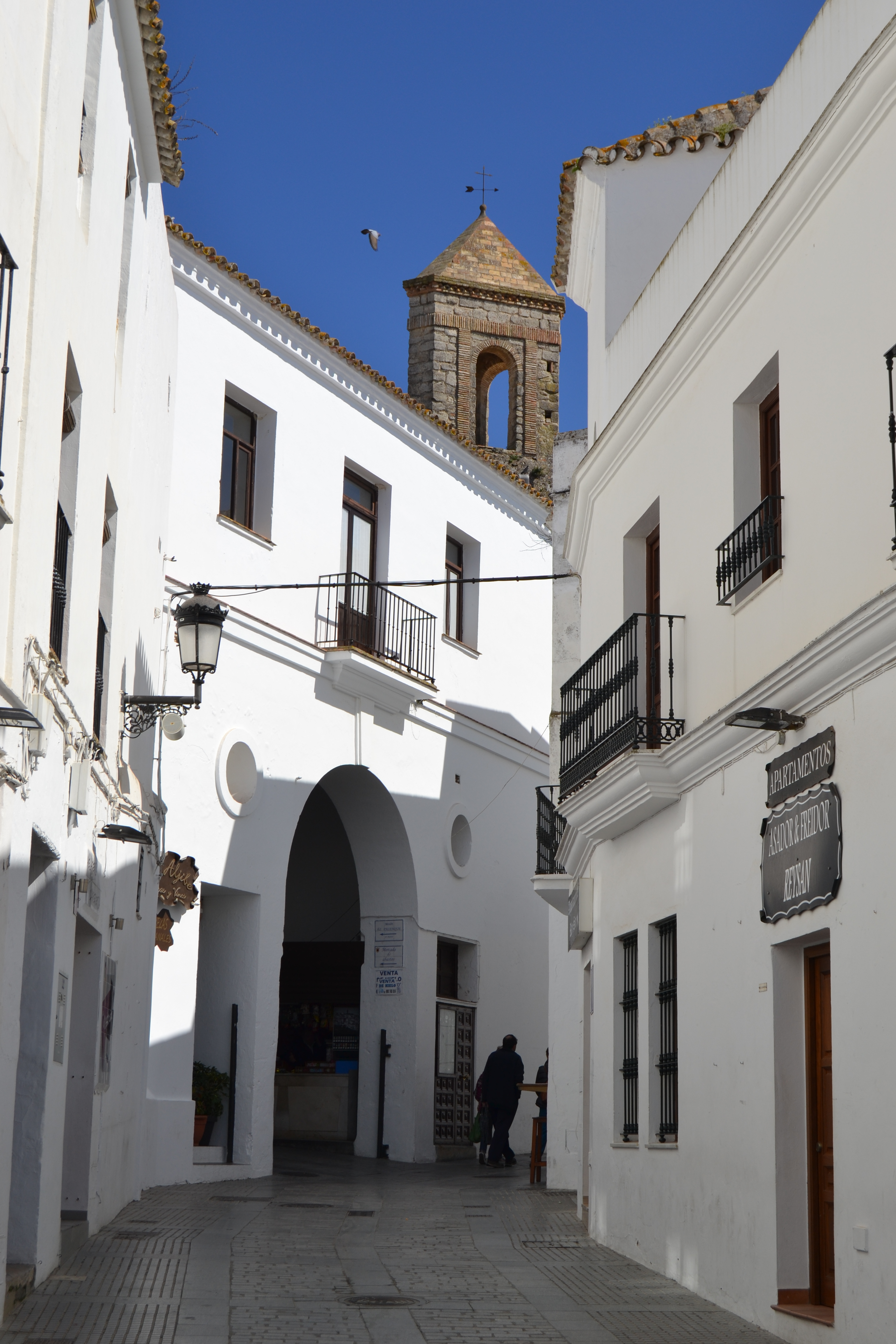
Rue typique
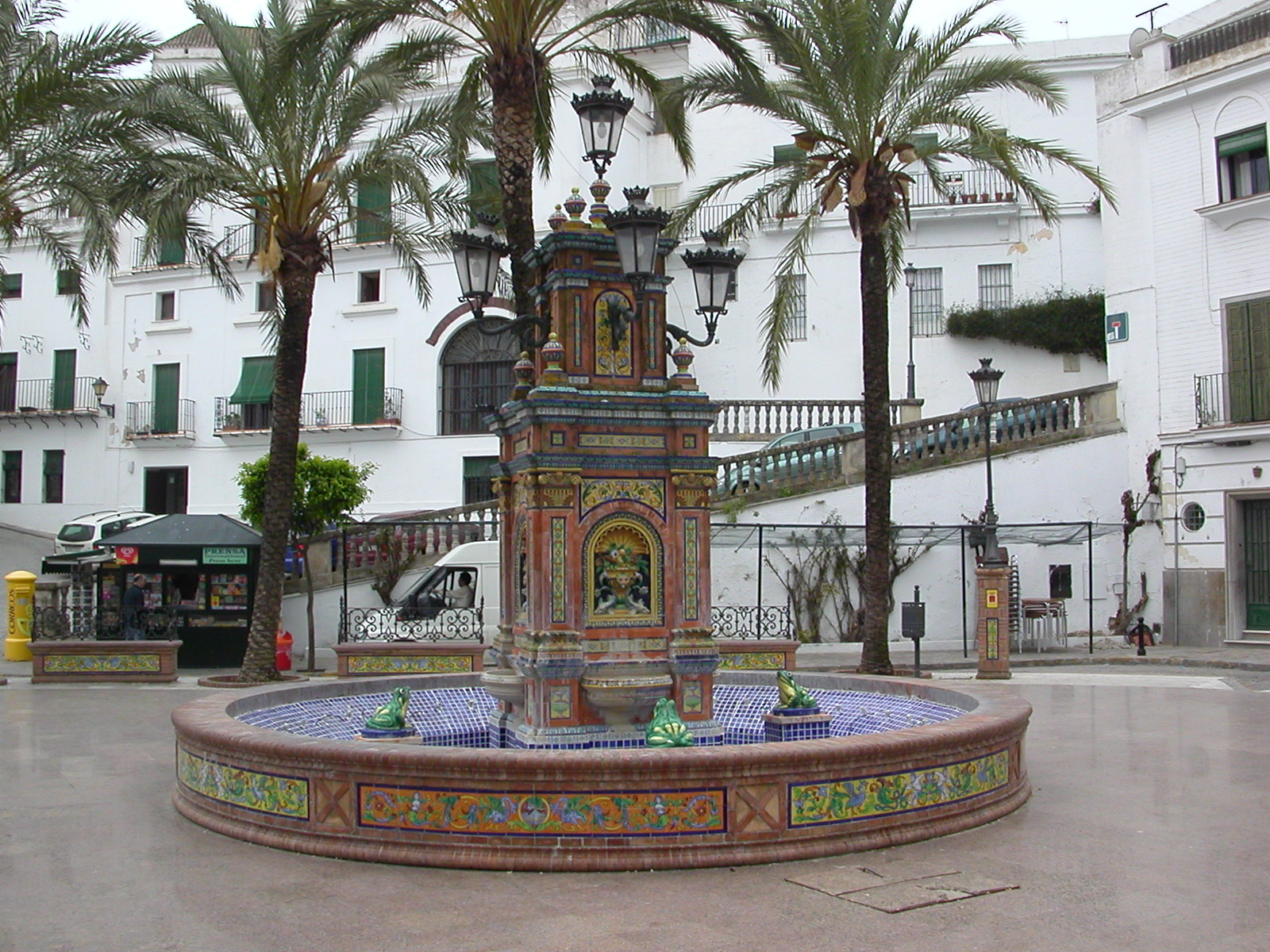
Fontaine
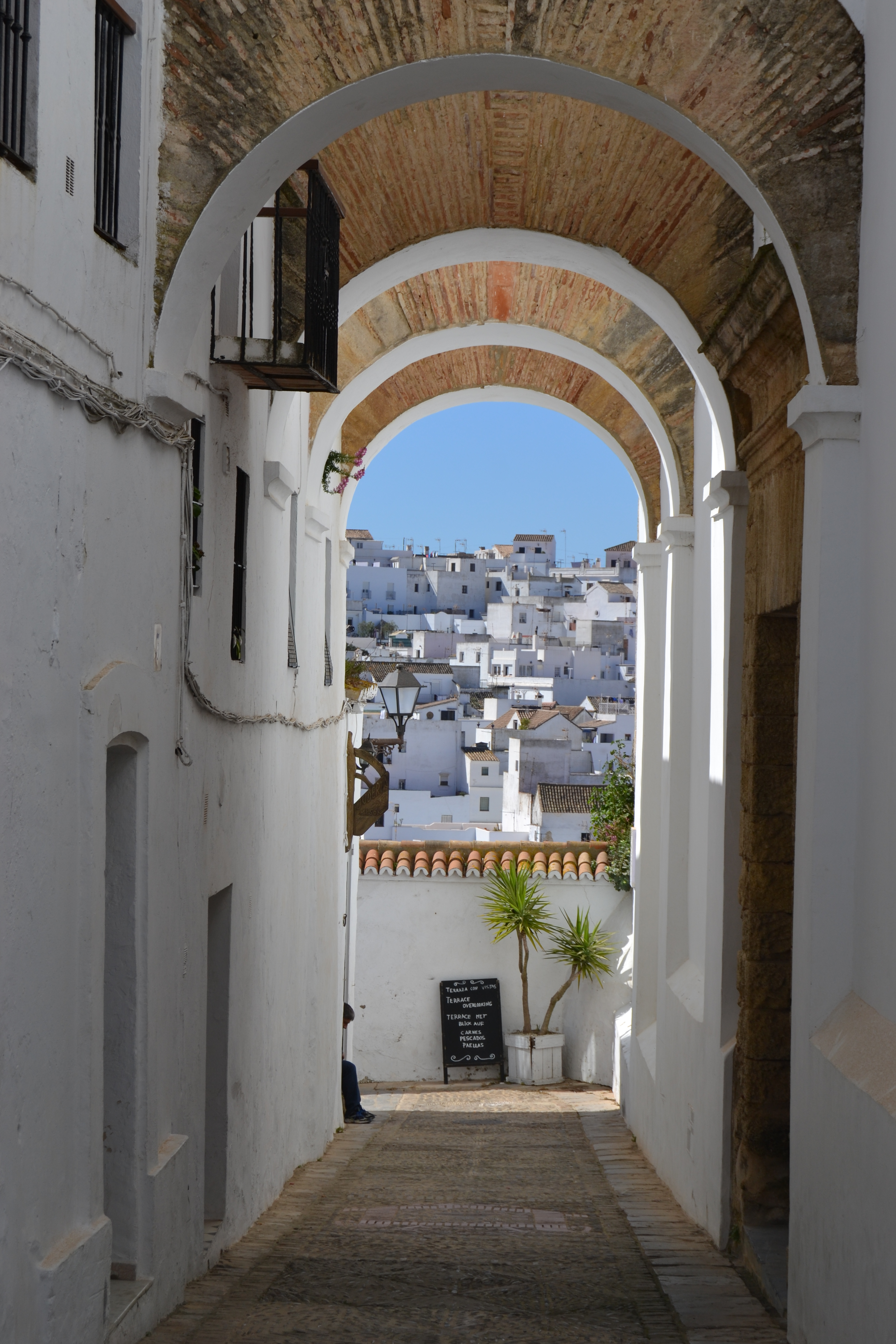
Rue typique
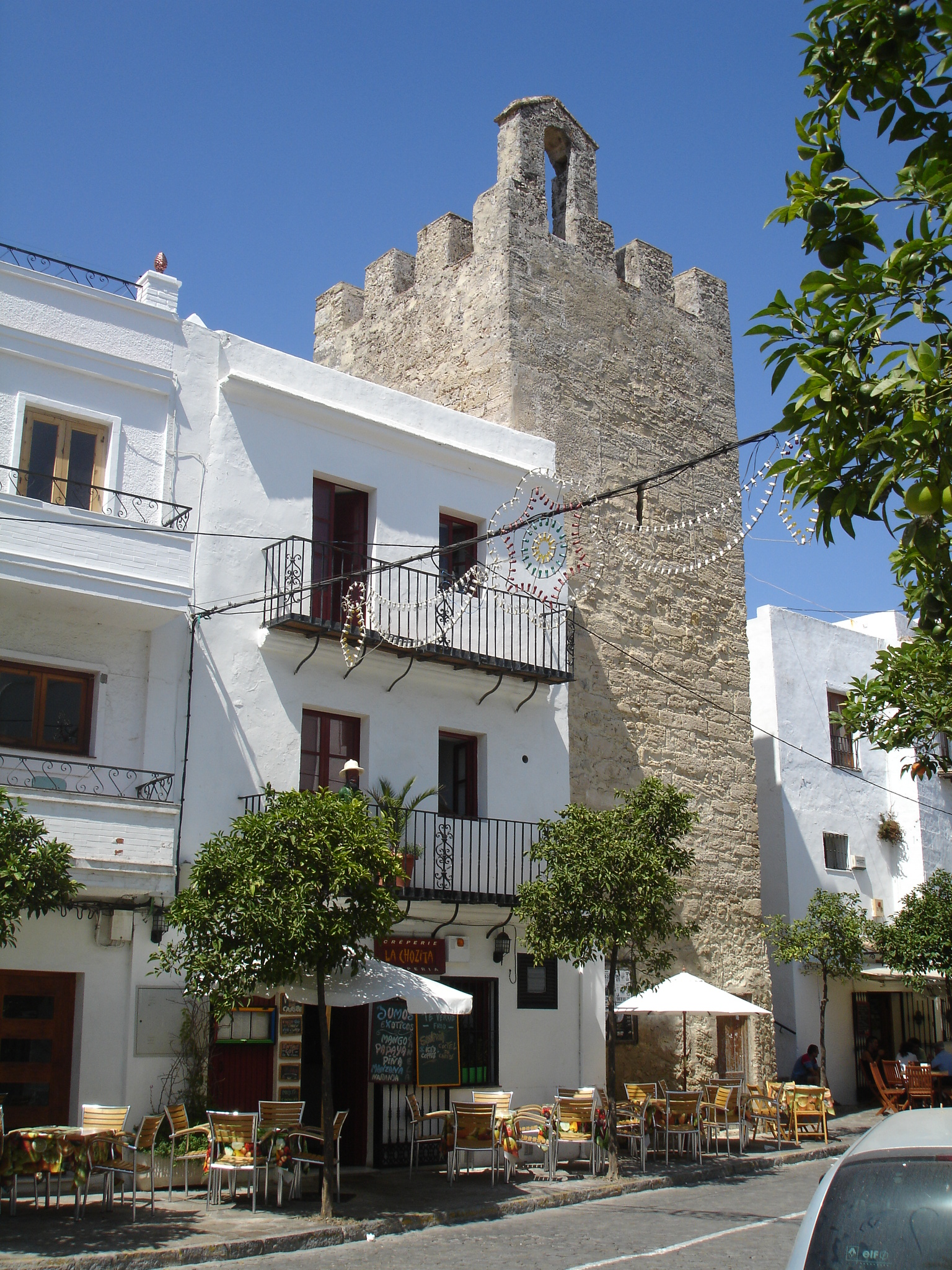
Tour du Mayorazgo

La ville est notable pour sa tradition de la cobijada, vêtement porté par des femmes, couvrant l'ensemble du corps sauf un œil.

## Économie

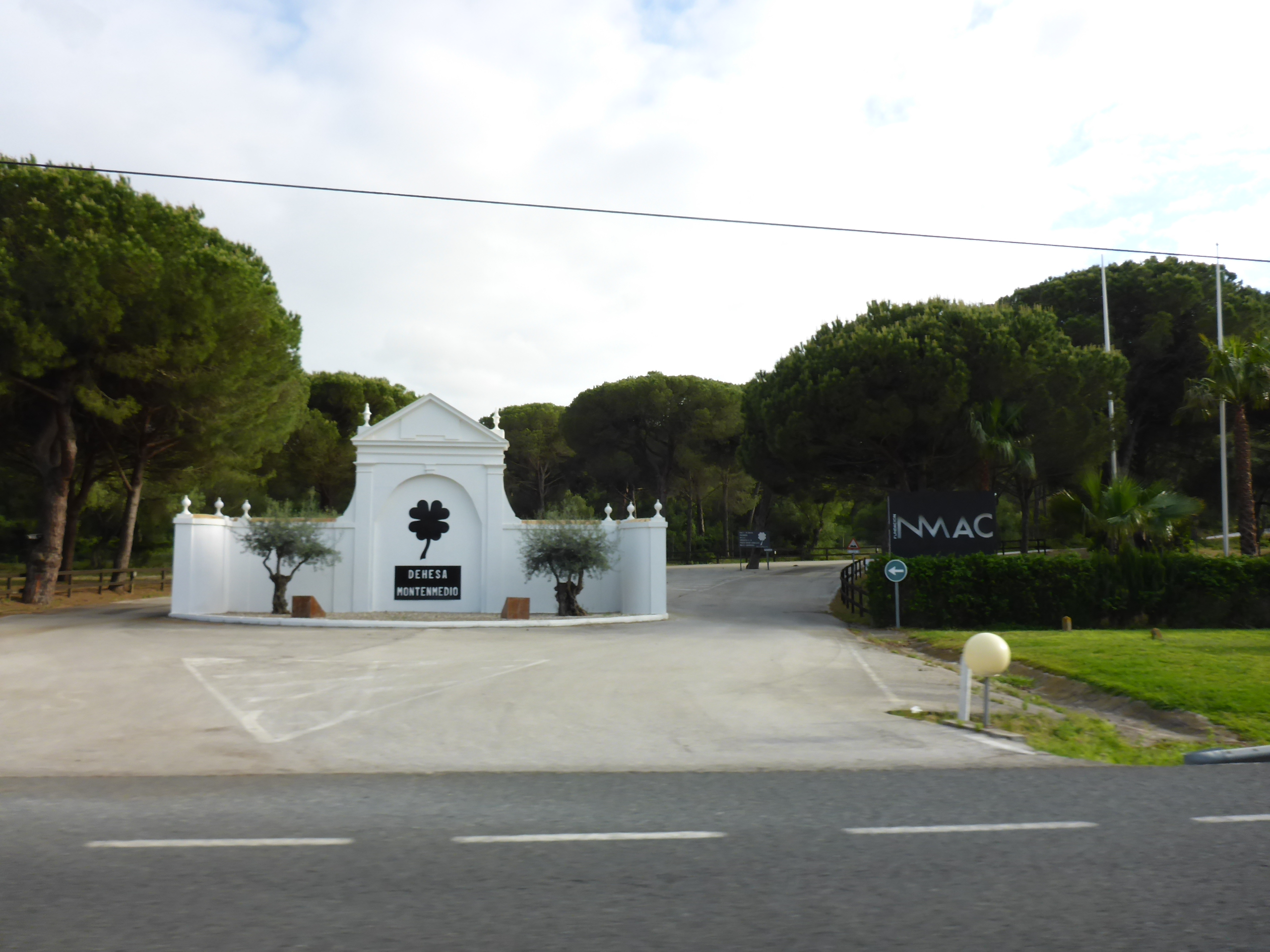
Entrée du Montenmedio Golf & Country Club et le Circuito Hípico del Sol.

Aujourd'hui, la population vit de l'agriculture (généralement des céréales, comme l'orge), du bétail sauvage (en particulier du renouveau de la race rouge) et du tourisme qu'elle reçoit généralement en été.
D'autres activités dans sa vaste zone municipale se distinguent également, comme le Montenmedio Golf & Country Club et le Circuito Hípico del Sol de Montenmedio, qui attire des publics de nombreux pays depuis plus de vingt ans.